# Naslednyj princ respubliki
Naslednyj princ respubliki (Наследный принц Республики) è un film del 1934 diretto da Ėduard Jul'evič Ioganson.